# 餺飥
餺飥亦稱不托、湯餅，麵條隨形而名的古稱之一，唐朝时相對涼麵稱冷淘，宋朝以後方稱麵條。
餺飥传入日本后，成为山梨縣（故甲斐國）的鄉土料理，是由扁平的烏龍麵加上蔬菜及味噌燉煮而成的一種麵食。有時它被認為屬於烏龍麵的一種，但也有山梨人認為餺飥與烏龍麵不同。因為餺飥大受歡迎，富士山河口湖一帶商家，發展成為外帶包裝禮盒，成為山梨縣人氣土產商品。

## 歷史
「餺飥」由北方遊牧民族創造，或為古突厥語音譯，魏晉南北朝時傳入中原。原先為未發酵之麵團揉光後搓成條狀，再掐成半指長的小麵段，至此類似今日之麵疙瘩、貓耳朵。再將麵段搓成兩頭翹、中間凹的小笆斗，或兩頭尖、中間扁的柳葉舟，最後放在菜羹、肉羹裏煮熟。
先秦已發明擀麵杖，至宋朝手擀麵才大行其道。此時已不流行麵疙瘩式的「餺飥」，宋朝人所謂「餺飥」指的是新興的手擀麵。南宋朱翌《猗覺寮雜記》記載「北人食麵名餺飥」，南宋陸遊《朝饑食齏麵甚美戲作》記載「一杯齏餺飥，老子腹膨脝。坐擁茅簷日，山茶未用烹」，可見餺飥與中國百姓飲食的關係。

### 傳入日本
奈良時代（710年－784年）餺飥從中國唐朝傳入日本（一說為南宋中葉），起先是用麵粉揉製成繩狀或是團狀切割，後來逐漸演變為今日日本的餺飥。
據稱武田信玄曾把餺飥當作軍糧。餺飥源自武田信玄時期，是征戰時，軍士以在地食材入鍋的鄉土料理。武田家滅亡之後，德川家康在餺飥中加入尾張的味噌，直到今天，味噌口味仍被延續保存。故山梨縣的餐廳店門口若擺放武田信玄的「風林火山」旗幟，就代表有餺飥。

## 烹煮
餺飥配料沒有限制。
在山梨縣就近取材再放入麵粉和味噌即可，但一般材料有南瓜、里芋（小圓芋）、馬鈴薯、紅蘿蔔、白菜、蔥、菇類、豬肉、雞肉等。本來因為這是家庭料理，每一戶都有自家的作法，但現代已逐漸統一的製法了。不另煮麵而是直接把生麵放入燉煮是它的特色。

## 吃法
一般在山梨縣的家庭中被視為主食，也可以當作像味噌湯之類的配飯吃。

## 演變
有一種紅豆餺飥，是在餺飥上放上像牡丹餅一樣的紅豆甜，是山梨縣限定地區的甜點。